# Yasuhiko Tsuchida
Pour les articles homonymes, voir Tsuchida.
 (mai 2015).
Yasuhiko Tsuchida (土田康彦) est un artisan verrier né en 1969 à Osaka au Japon. Il travaille sur l’île Murano, à Venise, depuis 1995.

## Œuvre
L’art de Tsuchida se développe dans un style unique et personnel. Il combine un sens oriental de la beauté[Quoi ?] et un penchant contemporain et urbain.
Dans ses œuvres, sa palette de couleur est insufflée avec un certain hasard. Ses vases harmonieux et ses tasses aux couleurs désinvoltes, reflètent sa manière de voyager au travers du monde du verre soufflé avec un instinct résolument moderne. Dans ses motifs, aux demi-lunes lumineuses, se mêlent des spirales qui trouvent leurs origines dans le rite shinto japonais.
Tsuchida utilise toutes les possibilités que chaque matériau lui offre pour retranscrire ses idées. Il combine des procédés très avancés, comme la technique « Incalmo » (combiner plusieurs verres de différents coloris), et des finitions martelées. Ces techniques et un sens développé des couleurs donnent à chaque œuvre sa personnalité propre.

## Expositions
Il a exposé en 1998 à la Galerie Yoshii de New-York. En 2004, il est sélectionné à l’exposition internationale de la ville de Venise. En 2010, il a exposé à la Galerie Yoshii à Paris. Son œuvre est exposée au Museum Kunstpalast de Düsseldorf.

## Récompenses
Ses expositions lui valent en 2004 le diplôme d’honneur de la fondation Franz, à Düsseldorf. En 2008, il est décoré de la légion d’honneur de l’art et de la culture de la ville de Grosseto, Italie.